# كوني كيتاموتو
كوني كيتاموتو (باليابانية: 北本 久仁衛) (18 سبتمبر 1981 في نارا في اليابان – )؛ هو لاعب كرة قدم ياباني سابق كان يلعب كمدافع.

## وصلات خارجية
- كوني كيتاموتو على موقع الاتحاد الدولي (مؤرشف)  (الإنجليزية)
- كوني كيتاموتو على موقع رابطة كرة القدم اليابانية للمحترفين (اليابانية)
- كوني كيتاموتو على موقع قاعدة بيانات كرة القدم.إي يو (الإنجليزية)
- كوني كيتاموتو على موقع Soccerway.com (الإنجليزية)
- كوني كيتاموتو على موقع عالم كرة القدم.نت (الإنجليزية)
- كوني كيتاموتو على موقع كووورة
- كوني كيتاموتو على موقع أوليمبيديا (الإنجليزية)